# 鼠疫耶爾森菌
鼠疫耶爾森菌又稱鼠疫耶氏桿菌，俗稱鼠疫桿菌（plague bacillus），是一種桿菌，屬於腸桿菌科耶爾森菌屬，同時也是腺鼠疫、肺鼠疫和敗血性鼠疫的病原體。所有的類型都在人類歷史上造成嚴重的傷亡（例如查士丁尼大瘟疫、黑死病、第三次鼠疫大流行）。
耶爾森菌屬是一種革蘭氏陰性菌（Gram negative），為雙球株桿菌，和其他腸細菌相似，它有新陳代謝作用。鼠疫耶爾森菌能產生反吞噬細胞的黏液。該生命體在隔離培養時是可動的，但在哺乳動物寄主裡時會變成不可動的。

## 歷史
第三次鼠疫大流行期间，鼠疫耶爾森菌于1894年由巴斯德研究所（Pasteur Institute）的法國醫生和細菌學家亞歷山大·耶爾森在香港鼠疫大流行時所發現。耶爾森是巴斯德的學生。北里柴三郎，一名日本細菌學家和科赫（Robert Koch）的學生，當時也正在從事尋找鼠疫病原體的研究。然而，耶爾森先一步確定鼠疫和鼠疫耶爾森菌的關係。這個細菌原被稱為鼠疫巴斯德氏桿菌（Pasteurella pestis），後來被重新命名為鼠疫耶爾森菌（Yersinia pestis）。

## 宿主
正常情況下，鼠疫耶爾森菌只會在跳蚤和齧齒類身上發現。靠著這兩種宿主，鼠疫耶爾森菌能從森林散播到都市中。然而，並不是每一種齧齒類都能攜帶鼠疫耶爾森菌，不同的物種有不同的適應性。

## 致病
鼠疫耶爾森菌之所以會有這麼強的致病力，是因為它能抵禦白血球的吞噬作用。

## 外部連結
- 微生物免疫學-Yersinia pestis(鼠疫耶爾森菌) （页面存档备份，存于）